# Churchill Cup 2008
La Churchill Cup 2008, ufficialmente Barclays Churchill Cup 2008 per ragioni di sponsorizzazione, fu la 6ª edizione della Churchill Cup, torneo internazionale di rugby a 15 organizzato annualmente dall'International Rugby Board.
L'edizione venne disputata nel mese di giugno con la medesima formula dell'anno precedente. I Paesi ospitanti furono nuovamente Canada e Stati Uniti: la fase a gironi si tenne nelle città canadesi di Markham, Kingstone e Ottawa, mentre le finali vennero giocate al Toyota Park di Chicago.
I Māori neozelandesi, che avrebbero dovuto prendere parte alla coppa, andarono a sostituire i Junior All Blacks in Pacific Nations Cup per volere della Federazione neozelandese, venendo così rimpiazzati dalla selezione A argentina.
Ad aggiudicarsi la coppa furono per la quarta volta gli England Saxons, che si riconfermarono dopo la vittoria del titolo precedente.

## Squadre partecipanti
| Girone A                          | Girone B                                   |
| --------------------------------- | ------------------------------------------ |
| - Argentina A - Canada - Scozia A | - England Saxons - Irlanda A - Stati Uniti |

## Fase a gironi

### Girone A
| Data      | Incontro               | Risultato | Sede     |
| --------- | ---------------------- | --------- | -------- |
| 7-6-2008  | Scozia A — Canada      | 24–14     | Nepean   |
| 11-6-2008 | Scozia A — Argentina A | 27–24     | Kingston |
| 14-6-2008 | Canada — Argentina A   | 16–17     | Markham  |

#### Classifica
|    | Squadra     | G | V | N | P | PF | PS | diff. | BM | BS | PT |
| -- | ----------- | - | - | - | - | -- | -- | ----- | -- | -- | -- |
| A1 | Scozia A    | 2 | 2 | 0 | 0 | 51 | 34 | +17   | 2  | 0  | 10 |
| A2 | Argentina A | 2 | 1 | 0 | 1 | 41 | 43 | −2    | 1  | 1  | 6  |
| A3 | Canada      | 2 | 0 | 0 | 2 | 26 | 41 | −15   | 0  | 1  | 1  |

### Girone B
| Data      | Incontro                     | Risultato | Sede     |
| --------- | ---------------------------- | --------- | -------- |
| 7-6-2008  | England Saxons — Stati Uniti | 62–10     | Nepean   |
| 11-6-2008 | Irlanda A — Stati Uniti      | 46–9      | Kingston |
| 14-6-2008 | Irlanda A — England Saxons   | 12–34     | Markham  |

#### Classifica
|    | Squadra        | G | V | N | P | PF | PS  | diff. | BM | BS | PT |
| -- | -------------- | - | - | - | - | -- | --- | ----- | -- | -- | -- |
| B1 | England Saxons | 2 | 2 | 0 | 0 | 96 | 22  | +74   | 2  | 0  | 10 |
| B2 | Irlanda A      | 2 | 1 | 0 | 1 | 58 | 43  | +15   | 1  | 0  | 5  |
| B3 | Stati Uniti    | 2 | 0 | 0 | 2 | 19 | 108 | −89   | 0  | 0  | 0  |

## Finali

### FinaleBowl
| Arbitro: | Federico Cuesta |

|        |      |                    |
| Sika   | mt   | Dala (2) Smith (2) |
| Hercus | tr   | Pritchard (3)      |
| Hercus | c.p. |                    |

### FinalePlate
| Chicago 21 giugno 2008, ore 11:45 UTC-5 | Irlanda A | 33 – 8 referto | Argentina A | Toyota Park (10000 spett.) |

### FinaleCup
| Chicago 21 giugno 2008, ore 14 UTC-5                                                      | England Saxons | 36 – 19 referto               | Scozia A | Toyota Park (10000 spett.) |
| Gregor mt Banahan Abendanon Crane Monye Ross tr Lamb (2) Ross (3) c.p. Lamb (4) Ross drop |                |                               |          |                            |
|                                                                                           |                |                               |          |                            |
| Gregor                                                                                    | mt             | Banahan Abendanon Crane Monye |          |                            |
| Ross                                                                                      | tr             | Lamb (2)                      |          |                            |
| Ross (3)                                                                                  | c.p.           | Lamb (4)                      |          |                            |
| Ross                                                                                      | drop           |                               |          |                            |